# 삼례중학교
삼례중학교(參禮中學校)는 대한민국 전북특별자치도 완주군 삼례읍 삼례리에 있는 공립 중학교이다.

## 학교 연혁
- 1946년 10월 5일 : 삼례고등공민학교 설립인가
- 1948년 9월 1일 : 재단법인 삼례초급중학교 개교
- 1951년 10월 15일 : 삼례중학교 개교
- 1955년 4월 26일 : 삼례여자중학교 개교
- 2020년 3월 1일 : 삼례중학교와 삼례여자중학교 통합(현 교사로 이전)
- 2022년 9월 1일 : 제29대 박일관 교장 부임
- 2024년 2월 2일 : 제75회(통합4회) 졸업 91명
- 2024년 3월 4일 : 신입생 135명 입학(16(1)학급, 366명)

## 참고 자료
- 삼례중학교 - 한국교육학술정보원 학교알리미